# Afrormenis neaera
Afrormenis neaera är en insektsart som beskrevs av Ronald Gordon Fennah 1957. Afrormenis neaera ingår i släktet Afrormenis och familjen Flatidae. Inga underarter finns listade i Catalogue of Life.